# Amtsgericht Calenberg
Das Amtsgericht Calenberg (zuletzt auch: Amtsgericht Kalenberg) war ein Gericht der ordentlichen Gerichtsbarkeit im heutigen Pattensen. Der Name leitet sich von Burg Calenberg ab.
Nach der Revolution von 1848 wurde im Königreich Hannover die Rechtsprechung von der Verwaltung getrennt und die Patrimonialgerichtsbarkeit abgeschafft.
Das Amtsgericht wurde daraufhin mit der Verordnung vom 7. August 1852 die Bildung der Amtsgerichte und unteren Verwaltungsbehörden betreffend als königlich hannoversches Amtsgericht gegründet.
Es umfasste Teile des Amtes Calenberg. Das Amtsgericht war dem Obergericht Hannover untergeordnet. Im Jahre 1859 wurde das Amtsgericht Eldagsen aufgehoben und sein Gerichtsbezirk dem des Amtsgerichtes Calenberg zugeordnet. Mit der Annexion Hannovers durch Preußen wurde es zu einem preußischen Amtsgericht in der Provinz Hannover. Mit dem Inkrafttreten des deutschen Gerichtsverfassungsgesetzes am 1. Oktober 1879 wurden reichsweit einheitlich Amts-, Land- und Oberlandesgerichte geschaffen. Das Amtsgericht Calenberg blieb bestehen und war nun dem Landgericht Hannover nachgeordnet. Sein Gerichtsbezirk umfasste nun aus dem Stadtbezirk Pattensen und dem Amt Calenberg ohne die Teile, die dem Amtsgericht Springe zugeordnet waren. Am Gericht bestand 1880 eine Richterstelle. Das Amtsgericht war damit ein kleines Amtsgericht im Landgerichtsbezirk.
In Folge der Weltwirtschaftskrise wurden 60 Amtsgerichte auf Grund von Sparverordnungen aufgehoben. Mit der Verordnung über die Aufhebung von Amtsgerichten vom 30. Juli 1932 wurde das Amtsgericht Calenberg zum 1. Oktober 1932 aufgehoben und sein Sprengel dem Amtsgericht Elze zugeordnet.